# Наукометричні показники
Наукометричні показники — основні (базові) наукометричні показники: журнальний імпакт-фактор, індекси цитування та наукової активності.

## Класифікація
Наукометричні показники класифікують на дві групи:

### Показники, що характеризують рейтинг журналу
- Імпакт-фактор (JCR, Clarivate Analytics)
- SNIP (Source-Normalized Impact per Paper, Moed H. F.)
- SJR (SCIMago Journal Ranking)

### «Нежурнальні» індекси
- Індекс Гірша
- Середня цитованість — це загальна кількість посилань на статті вченого, поділена на загальну кількість статей.

## Окремі важливі наукометричні показники
- Імпакт-фактор Коефіцієнт впливовості — показник цитування наукових журналів, що визначає їхню інформаційну значимість. На сьогодні визнано, що імпакт-фактор журналу є одним з формальних критеріїв, за яким можна порівнювати рівень наукових досліджень у суміжних галузях знань. Часто використовується як оцінка важливості журналу в певній галузі.
- I-індекс — це індекс, що відображає публікаційну активність наукової організації, розраховується на основі бібліометричних показників.

- Індекс цитування вебсайтів — показник пошукової системи, що обчислюється на основі кількості посилань на даний ресурс з інших ресурсів інтернету.

- Індекс Гірша — показник впливовості науковця, колективу науковців, наукового закладу або наукового журналу, заснований на кількості публікацій та їх цитування.
- Індекс цитувань — ключовий показник, що широко використовується в усьому світі для оцінки роботи дослідників і наукових колективів. Оцінює вплив вченого або організації на світову науку, визначає якість проведених наукових досліджень.